# Sinfonía n.º 7 (Allan Pettersson)

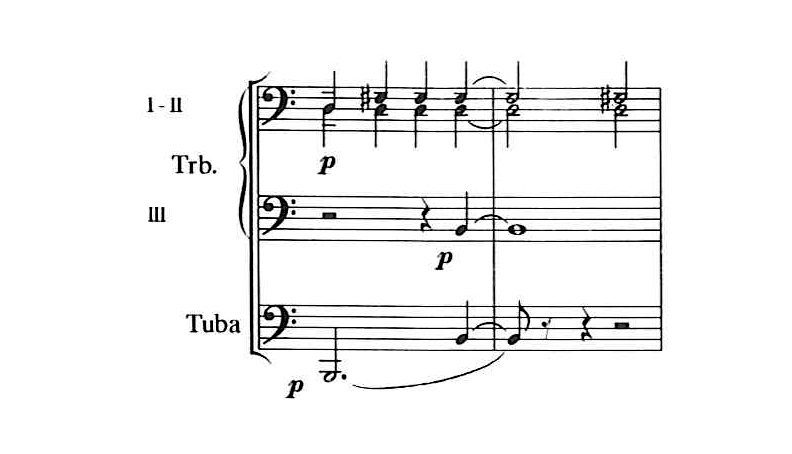
Motivo dominante en trombones y tuba, Allan Pettersson, Sinfonía nº7.

La Sinfonía n.º 7 es una obra musical orquestal de un solo movimiento, compuesta por Allan Pettersson. 
Pettersson la compuso entre 1966 y 1967 y se estrenó el 13 de abril de 1968 en la Sala de Conciertos de Estocolmo, interpretada por la Orquesta Filarmónica de Estocolmo dirigida por Antal Doráti. La grabación de esta obra por parte de la Radio Sueca en 1969 se convirtió en un gran éxito, y mereció un Premio Grammis en 1970; Pettersson, por su parte, fue nombrado miembro honorario de la Orquesta Filarmónica de Estocolmo. Esta misma orquesta, dirigida por Doráti, la tocó en la República Democrática de Alemania. 
Birgit Cullberg utilizó música de esta sinfonía en su ballet Rapport (1976), estrenado en la Ópera Real de Estocolmo.

## Discografía
- Orquesta Filarmónica de Estocolmo; director: Antal Doráti (1969, Swedish Society SCD 1002)
- Orquesta Filarmónica Estatal de Hamburgo; director: Gerd Albrecht (1991, cpo 999 190-2)
- Orquesta Sinfónica de la Radio Sueca; director: Sergiu Comissiona (1991, Caprice CAP 21411)
- Orquesta Sinfónica de Norrköping; director: Leif Segerstam (1992, BIS-CD-580)